# Die Versicherungsdetektive
Die Versicherungsdetektive – Der Wahrheit auf der Spur ist eine Doku-Soap, die seit 2009 auf RTL Television ausgestrahlt wird. In der Sendung wird Versicherungsbetrug thematisiert.
Bisher wurden 97 Folgen sowie 5 Specials ausgestrahlt. Die Sendung wurde bereits 2008 als Serie innerhalb von 30 Minuten Deutschland auf RTL ausgestrahlt.

## Handlung
Die Sendung präsentiert Menschen und ihre Versicherungsfälle. Die Fälle sind ungewöhnlich und erwecken deshalb den Verdacht, fingiert zu sein, um die Versicherung zu betrügen. Deren Detektive treten in Aktion und überprüfen den jeweiligen Sachverhalt. Oft bewahrheitet sich der Verdacht. Manche Fälle jedoch erweisen sich, obwohl sie auf den ersten Blick kurios und damit unwahrscheinlich erscheinen, als plausibel, so dass die Versicherung den Schaden reguliert. Der Zuschauer erfährt den Fortgang der Ermittlungen bis zur Lösung des Falles. Zu den Untersuchungsmethoden zählen u. a. Hausbesuche, Szenennachstellungen und Beschädigungstests.

## Episodenübersicht
| Staffel                                | Episodenanzahl | Erstveröffentlichung | Erstveröffentlichung |
| Staffel                                | Episodenanzahl | Staffelpremiere      | Staffelfinale        |
| -------------------------------------- | -------------- | -------------------- | -------------------- |
| Pilotfolge                             | 1              | 21. Mai 2009         |                      |
| 1                                      | 2              | 18. August 2010      | 25. August 2010      |
| 2                                      | 6              | 20. Juli 2011        | 24. August 2011      |
| 3                                      | 10             | 06. Juni 2012        | 08. August 2012      |
| 4                                      | 8              | 24. Juni 2013        | 12. August 2013      |
| 5                                      | 4              | 11. August 2014      | 25. August 2014      |
| 6                                      | 5              | 03. Mai 2015         | 14. Juni 2015        |
| 7                                      | 5              | 01. Mai 2016         | 10. Juli 2016        |
| 8                                      | 8              | 02. April 2017       | 25. Juni 2017        |
| 9                                      | 7              | 22. Juli 2018        | 02. September 2018   |
| 10                                     | 9              | 21. Juli 2019        | 15. September 2019   |
| 11                                     | 6              | 01. November 2020    | 20. Dezember 2020    |
| 12                                     | 5              | 21. November 2021    | 19. Dezember 2021    |
| 13                                     | 5              | 09. Oktober 2022     | 06. November 2022    |
| 14                                     | 5              | 20. August 2023      | 24. September 2023   |
| 15                                     | 4              | 18. August 2024      | 19. Dezember 2024    |
| 16                                     | 7              | 22. Juni 2025        | 03. August 2025      |
| Specials                               | 5              | 14. Juni 2015        | 19. November 2021    |
| Wiederholung in neuer Zusammenstellung | 4              | 19. November 2021    | 10. Dezember 2021    |

## Kritik
Kommunikationswissenschaftler Christian Schicha sagt der Welt gegenüber, dass er die Idee eigentlich nicht schlecht finde, ihn aber das Vorführen der Menschen einem riesigen Publikum gegenüber störe. Die Schadenermittler selbst sehe er als zurückhaltend und seriös an. Des Weiteren wird der Sendung vorgeworfen, realitätsfern zu sein, indem sie Fakten zu Versicherungsgesellschaften und ihrer Arbeitsweise ignoriere. Auch inhaltliche Fehler seien schon vorgekommen. Mit den gezeigten Methoden könnte der Sender seinen Zuschauern beim Versicherungsbetrug helfen. Es würden die falschen Botschaften vermittelt. Zudem bestehe die Gefahr, dass die Personen aufgrund der gezeigten Inhalte falsch beurteilt würden.